# 塔寺站

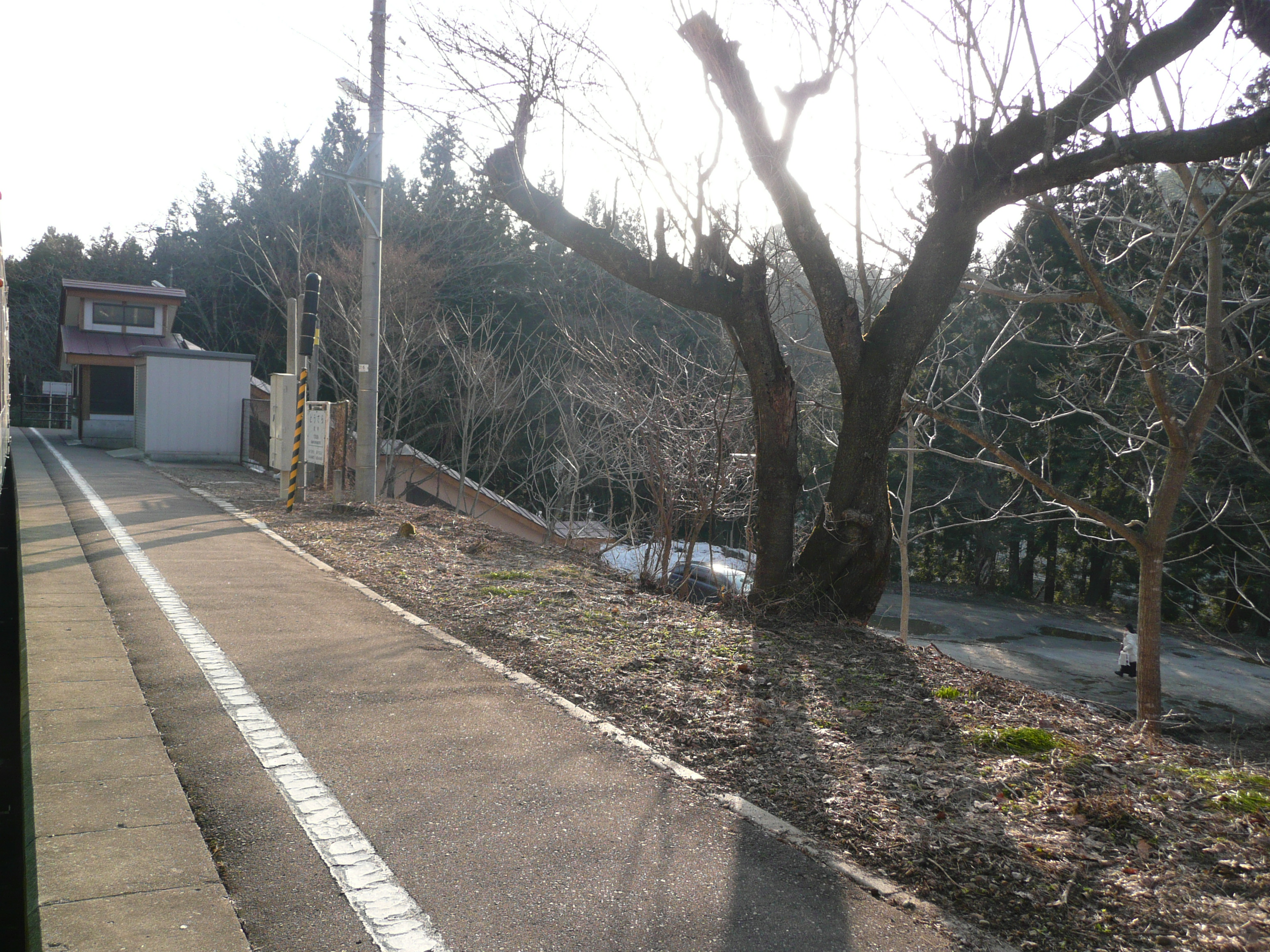
月台（2008年3月23日）

塔寺站（日语：／ Tōdera eki */?）是位於福島縣河沼郡會津坂下町大字氣多宮，東日本旅客鐵道（JR東日本）的只見線車站。

## 歷史
- 1928年（昭和3年）11月20日：此一般車站啟用。
- 1971年（昭和46年）8月29日：結束貨物、行李起卸業務。同時成為無人車站。
- 1987年（昭和62年）4月1日：伴隨國鐵分割民營化，車站由東日本旅客鐵道（JR東日本）營運。
- 2002年（平成14年）3月：翻新車站大樓。

## 車站構造
此站是地面車站，設有1面1線的單式月台和引込線。由於月台高於道路，因此兩者設有上蓋樓梯連接。在月台上設有小型候車室。曾經在樓梯前設有車站大樓。此站是由會津坂下站管理的無人車站。
在2012年（平成24年）5月17日，一名職員看見月台上有1隻熊，在翌日，一名列車司機看到一隻熊橫過路軌，並向樹林前進。隨後，站內標貼了「熊出没注意」的警告牌，當目擊熊時，必須立刻逃進候車室內。

## 使用狀況
在2004年度的1日平起乘車人次為8人。
| 乘車人員變化 | 乘車人員變化 |
| 年度         | 1日平均人次  |
| ------------ | ------------ |
| 2000         | 11           |
| 2001         | 8            |
| 2002         | 11           |
| 2003         | 8            |
| 2004         | 8            |

## 車站周邊
- 氣多宮追分（日语：追分）石（左邊：柳津路、右邊：越後路）：車站向北步行約4分鐘
- 氣多宮郵局
- 妙運寺
- 國道49號（日语：国道49号）
- 福島縣道43號會津坂下山都線（日语：福島県道43号会津坂下山都線）
- 福島縣道223號塔寺停車場線（日语：福島県道223号塔寺停車場線）

## 相鄰車站
東日本旅客鐵道（JR東日本）
■只見線
會津坂下－塔寺－會津坂本

## 注腳
1. ↑  【無人駅にクマ】福島県のクマ出没目撃情報（'12.5.18） （页面存档备份，存于）（日語）
2. ↑  第120回福島県統計年鑑 （页面存档备份，存于）（日語）

## 外部連結
- 車站資訊（塔寺）：東日本旅客鐵道（日語）